# Salon d'Automne

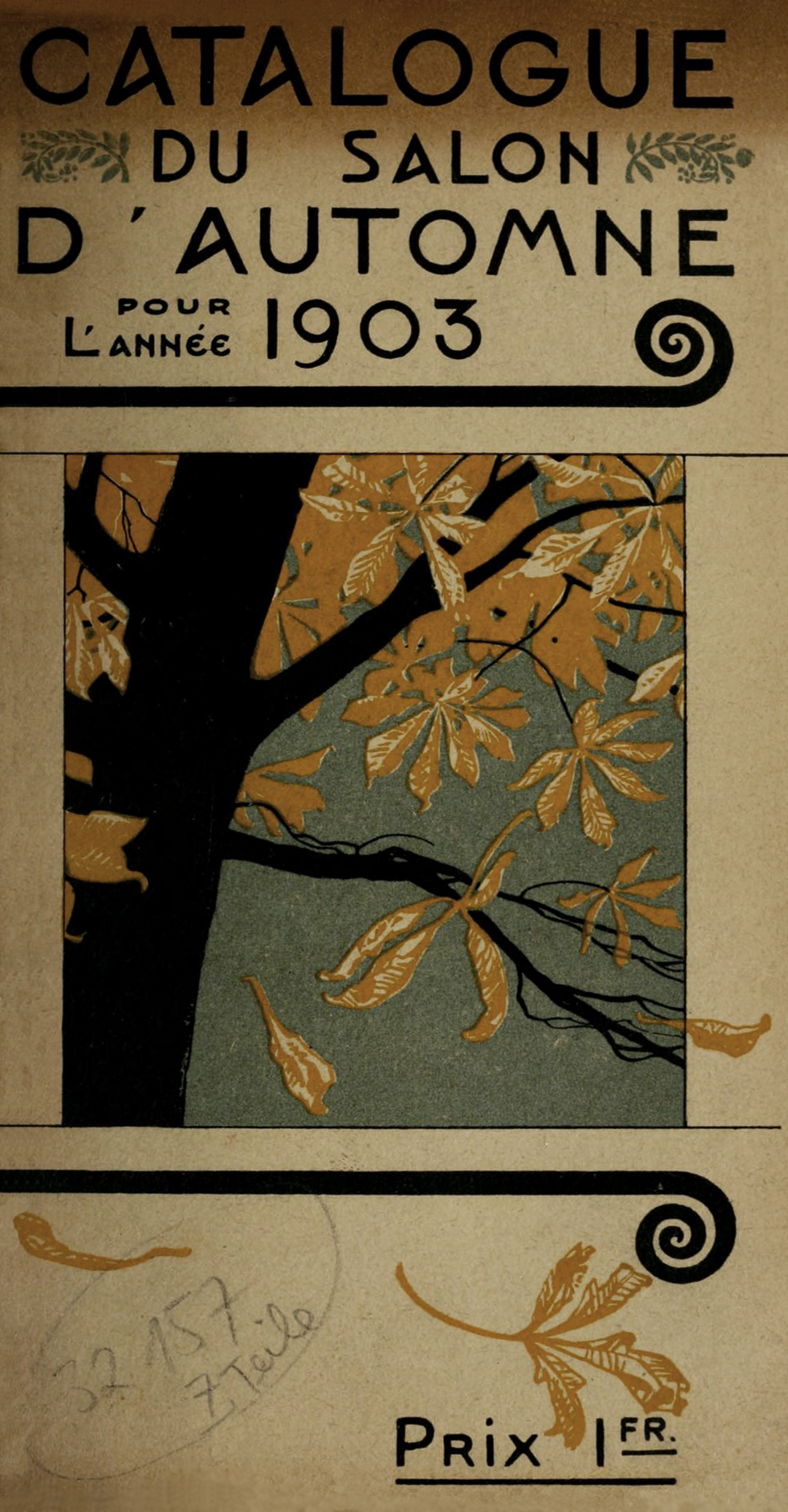
Programblad för första Salon d'Automne år 1903.

Salon d'Automne, Höstsalongen, är en årlig konstutställning i Paris, arrangerad första gången år 1903. Salon d'Automne bildades som en reaktion mot konservatismen och akademismen inom Parissalongen. Initiativtagare till Salon d'Automne var den belgiske arkitekten Frantz Jourdain (1847–1935).